# Eclipse solar del 29 de mayo de 1919
El jueves 29 de mayo de 1919 se produjo un eclipse solar total en el nodo de órbita descendente de la Luna, con una magnitud de 1,0719. Un eclipse solar ocurre cuando la Luna pasa entre la Tierra y el Sol, oscureciendo total o parcialmente la imagen del Sol para un espectador en la Tierra. Un eclipse solar total ocurre cuando el diámetro aparente de la Luna es mayor que el del Sol, bloqueando toda la luz solar directa, convirtiendo el día en oscuridad. La totalidad ocurre en una trayectoria estrecha a través de la superficie de la Tierra, con el eclipse solar parcial visible sobre una región circundante de miles de kilómetros de ancho. La totalidad de este eclipse fue visible desde el sureste de Perú, el norte de Chile, gran parte de Bolivia y el centro de Brasil, el sur de Liberia, el sur de Costa de Marfil, Príncipe, Río Muni (ahora Guinea Ecuatorial), partes del centro de África Ecuatorial Francesa (ahora Gabón y el República del Congo), Congo Belga (hoy República Democrática del Congo), Rodesia del Norte (hoy norte de Zambia), África Oriental Alemana (hoy Tanzania), norte de Nyasalandia (hoy Malawi), norte de Mozambique y Comoras occidentales.
Este eclipse solar total específico fue significativo porque ayudó a probar la teoría de la relatividad de Einstein. El eclipse fue el tema del experimento de Eddington: dos grupos de astrónomos británicos fueron a Brasil y a la costa occidental de África para tomar fotografías de las estrellas en el cielo una vez que la Luna cubrió el Sol y se reveló la oscuridad. Esas fotografías ayudaron a demostrar que el Sol interfiere con la curvatura de la luz de las estrellas.

## Observaciones

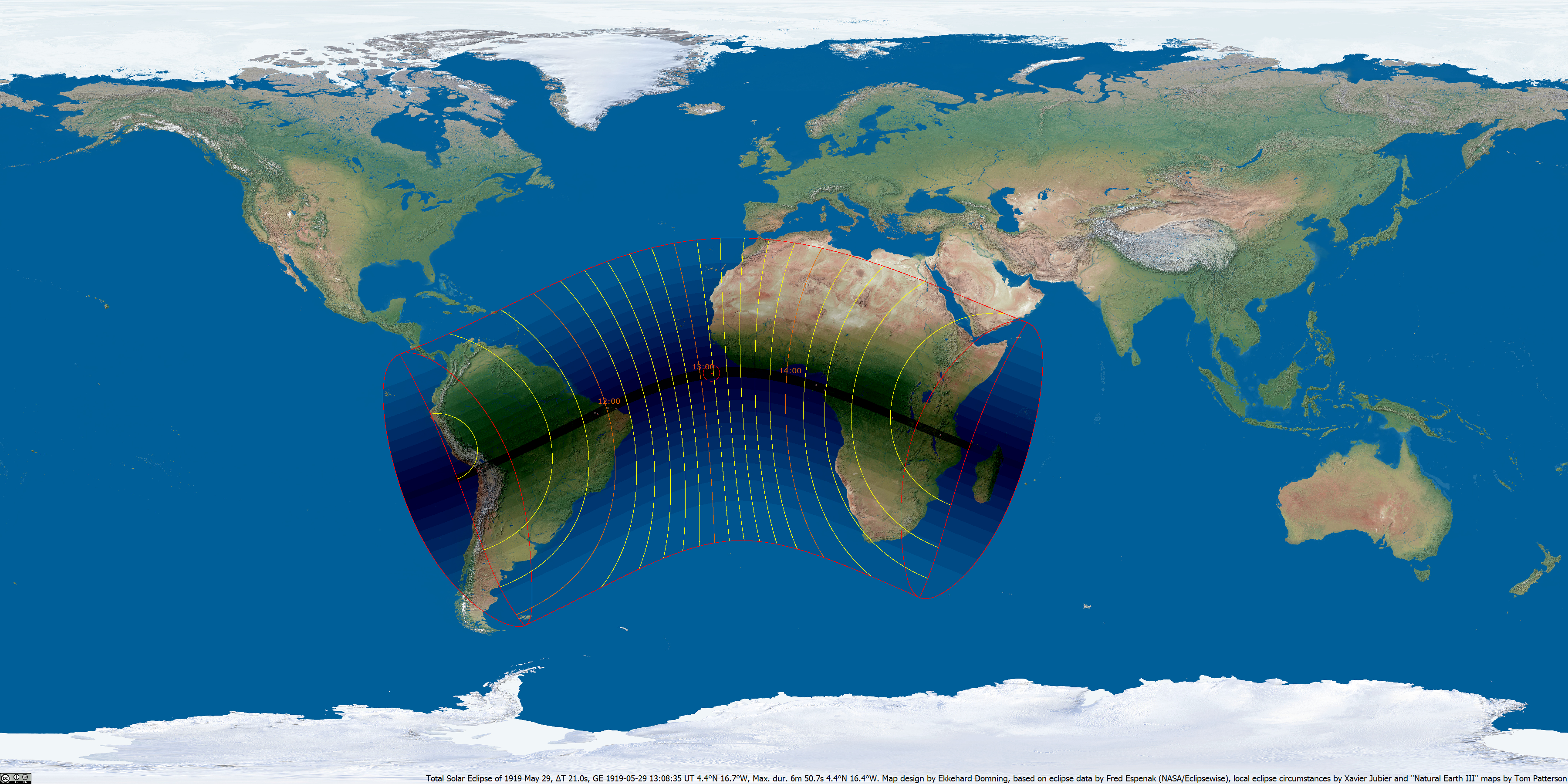
Mapa global del eclipse solar.

El jueves 29 de mayo de 1919 se produjo un eclipse solar total. Con una duración de totalidad en el eclipse máximo de 6 minutos 50,75 segundos, fue el eclipse solar más largo ocurrido desde el 27 de mayo de 1416. Posteriormente se produciría un eclipse solar total más largo, el 8 de junio de 1937.
Como el eclipse de 1919 ocurrió sólo 0,8 días después del perigeo (28 de mayo), el diámetro aparente de la Luna fue mayor de lo habitual.
Fue visible en la mayor parte de América del Sur y África como un eclipse parcial. La totalidad se produjo a través de un camino estrecho a través del sureste de Perú, el norte de Chile, el centro de Bolivia y Brasil después del amanecer, a través del Océano Atlántico y hacia el sur de África central, cubriendo el sur de Liberia, el sur de África occidental francesa (la parte que ahora pertenece a Costa de Marfil), el suroeste. punta de la Costa de Oro británica (hoy Ghana), Isla Príncipe, sur de Guinea española (hoy Guinea Ecuatorial), África Ecuatorial Francesa (las partes que ahora pertenecen a Gabón y R. Congo, incluida Libreville), Congo Belga (hoy República Democrática del Congo), el noreste de Rodesia del Norte (hoy Zambia), el extremo norte de Nyasalandia (hoy Malawi), el África Oriental Alemana (hoy perteneciente a Tanzania) y el noreste de Mozambique portugués (hoy Mozambique), terminando cerca del atardecer en África oriental.

## Conexión con la teoría general de la relatividad

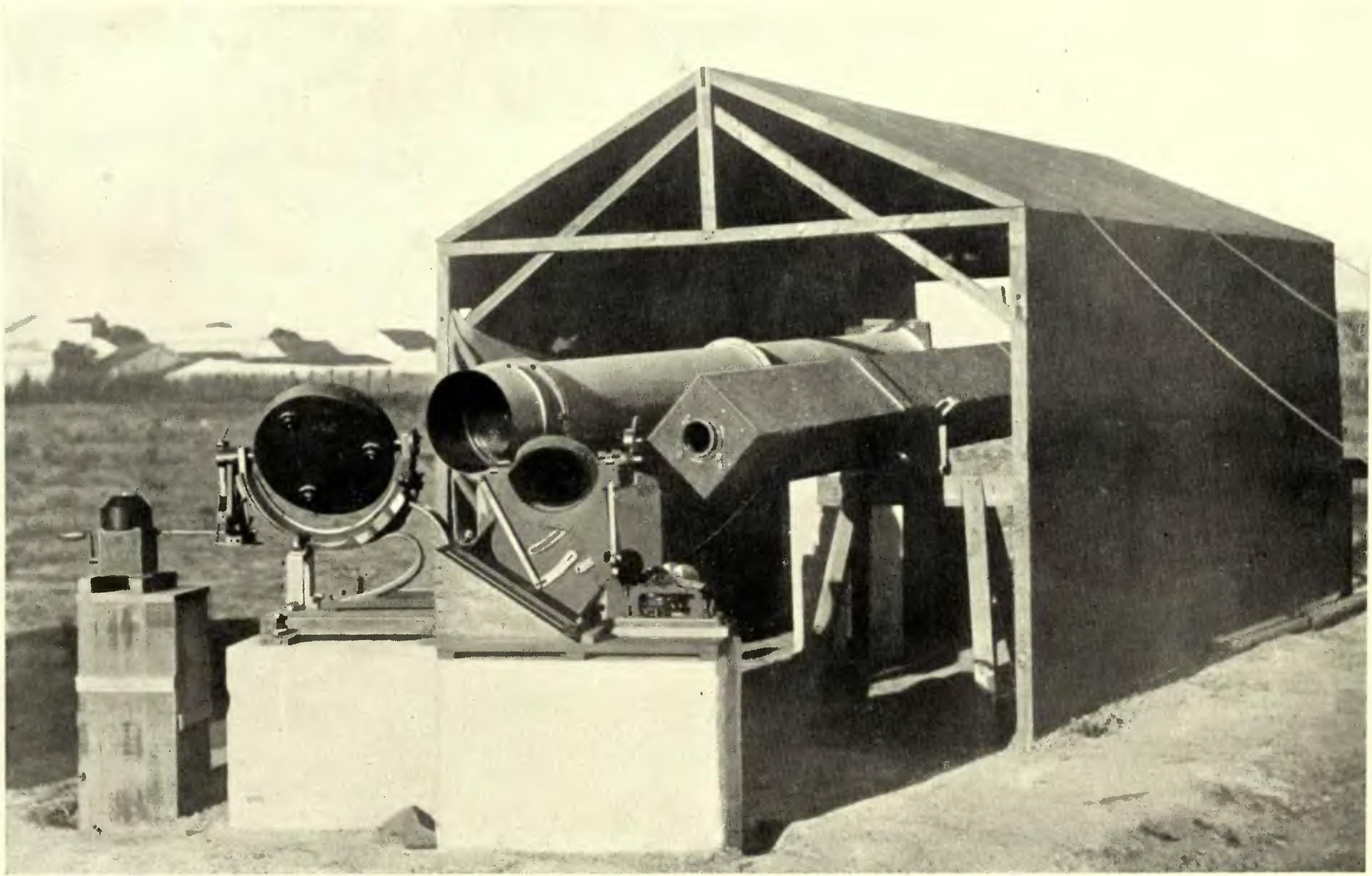
Instrumento de eclipse utilizado en Sobral, Ceará

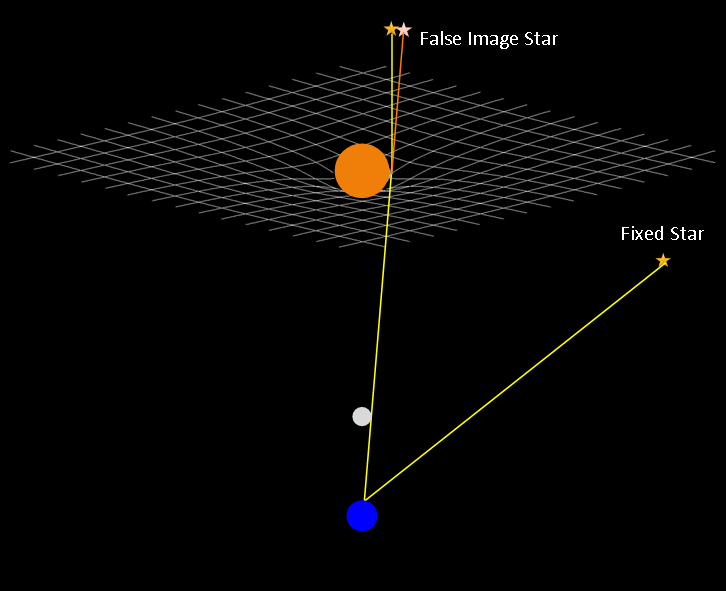
El experimento de Eddington, onda de luz desviada por la curvatura del espacio-tiempo creada por el Sol.

Las leyes de la física de Newton se basaban en la creencia del tiempo absoluto y las tres dimensiones del espacio. Esta idea significaba que el tiempo tenía una sola dimensión y que era universal. Einstein tuvo la idea de combinar el espacio y el tiempo para crear un mundo de cuatro dimensiones que funcionaran juntos.  La idea de Einstein significaba que partículas de materia extremadamente pequeñas podían producir cantidades masivas de energía. Si la teoría de Einstein fuera correcta, la materia y la radiación estarían conectadas con la energía y el momento, lo que significa que cuando la luz pasara por una masa grande habría una curvatura observable en la luz.
Las leyes de la física de Newton se basaban en la creencia del tiempo absoluto y las tres dimensiones del espacio. Esta idea significaba que el tiempo tenía una sola dimensión y que era universal. Einstein tuvo la idea de combinar el espacio y el tiempo para crear un mundo de cuatro dimensiones que funcionaran juntos. La idea de Einstein significaba que partículas de materia extremadamente pequeñas podían producir cantidades masivas de energía. Si la teoría de Einstein fuera correcta, la materia y la radiación estarían conectadas con la energía y el momento, lo que significa que cuando la luz pasara por una masa grande habría una curvatura observable en la luz.
La predicción de Einstein sobre la curvatura de la luz por la gravedad del Sol, uno de los componentes de su teoría general de la relatividad, puede comprobarse durante un eclipse solar, cuando las estrellas con una posición aparente cerca del Sol se vuelven visibles. Las estrellas no se pueden ver sin un eclipse solar porque las estrellas que pasan cerca del sol quedan ahogadas por el resplandor solar.
Tras un intento fallido de validar esta predicción durante el eclipse solar del 8 de junio de 1918, se realizaron dos expediciones para medir las posiciones de las estrellas durante este eclipse (ver experimento de Eddington). Fueron organizados bajo la dirección de Sir Frank Watson Dyson. Una expedición fue dirigida por Sir Arthur Eddington a la isla de Príncipe (frente a la costa occidental de África), la otra por Andrew Claude de la Cherois Crommelin y Charles Rundle Davidson a Sobral en Brasil. Las estrellas que observaron ambas expediciones, las Híades, se encontraban en la constelación de Tauro.
El eclipse solar del 29 de mayo de 1919 permitió a Einstein ultimar su teoría de la relatividad. Sin embargo, el eclipse de mayo casi no se produjo debido a tormentas inesperadas. Los astrónomos casi no pudieron tomar fotografías de este eclipse debido a una nube. Durante la mañana del eclipse se produjo una tormenta y ese día y muchos de los días anteriores había estado nublado. Sólo treinta minutos antes del eclipse las nubes comenzaron a disiparse, y aun así estaban tomando muchas fotos a través de los huecos entre las nubes.
Las fotografías tomadas durante el eclipse del 29 de mayo de 1919 demostraron que Einstein tenía razón y cambiaron las ideas de la física. También proporcionaron evidencia de que la masa del Sol cambió la forma en que se curva la luz de una estrella. De los hallazgos de estas expediciones se cita a Dyson diciendo: "Después de un estudio cuidadoso de las placas, estoy preparado para decir que confirman la predicción de Einstein". Continuó explicando que dejaba pocas dudas sobre la desviación de la luz en el área alrededor del Sol y que era la cantidad que Einstein exigía en su teoría de la relatividad generalizada.

## Eclipses relacionados

### Eclipses anteriores relacionados con la Teoría de la Relatividad
Antes de 1919 hubo dos eclipses en 1912 en los que esta idea casi quedó demostrada, pero hubo factores externos en contra de los astrónomos. El primer eclipse de 1912 tuvo lugar el 17 de abril, pero la superstición, la falta de financiación y el tiempo abrumaron a los astrónomos en esta fecha. El eclipse del 17 de abril fue apodado "El eclipse del Titanic", porque ocurrió dos días después del hundimiento del Titanic. Hay una historia de personas que relacionan los eclipses con "eventos divinos" y, debido a la continua búsqueda y rescate de víctimas, la gente comenzó a creer que el eclipse y el naufragio estaban conectados. La superstición que rodeaba al eclipse hizo que fuera menos un estudio de física y más una fiesta. Sin embargo, la falta de financiación, preparación y tiempo para la cobertura total del sol también habría causado problemas a los astrónomos. El segundo eclipse que quisieron fotografiar fue el 10 de octubre de 1912 y no se pudo fotografiar debido a la lluvia.

### Eclipses en 1919
- Eclipse lunar penumbral el 15 de mayo
- Eclipse solar total el 29 de mayo
- Eclipse lunar parcial el 7 de noviembre
- Eclipse solar anular el 22 de noviembre